# Школа убийц
«Школа убийц» (яп. ガンスリンガー·ガール гансуринга: га:ру, Gunslinger Girl) — манга авторства Ю Аиды и её аниме-адаптация. Манга лицензирована и выпускается в России компанией «Сакура-пресс». Манга, издаваемая в Японии с ноября 2002 по сентябрь 2012 года, насчитывает 15 томов, в России изданы пока только первые 6 томов.

## Сюжет
Действие происходит в современной Италии. Сюжет описывает повседневную жизнь Второго отдела тайной проправительственной организации, прикрывающейся названием благотворительного «Агентства социального обеспечения», использующего для выполнения служебно-боевых задач пары из взрослых мужчин-наставников и девочек. Организм последних значительно изменён при помощи кибернетических разработок, а для подчинения наставникам им промываются мозги при помощи специальных препаратов. Вследствие побочных эффектов ожидаемая продолжительность жизни девочек-убийц значительно уменьшается и все они в той или иной степени теряют память о своём прошлом. Несмотря на кажущуюся из описания киберпанковость произведения, техническим аспектам работы киборгов уделяется внимания меньше всего.

### Различия в сюжетах манги и экранизации
Аниме-сериал является адаптацией первых двух томов манги. Цельная сюжетная линия отсутствует, повествование делится на историю Второго отдела и биографии главных героев. Основное внимание уделяется не перестрелкам, а внутреннему миру девочек и их взаимоотношениям с наставниками. Несмотря на почти полное сходство сериала и манги в начале, в экранизации сюжет излагается нелинейно, а события более драматизированы.

## Персонажи
Центральными персонажами сериала являются девочки и их личные наставники. В манге такая пара называется «фрателло» с переводом данного понятия на японский как «старший брат и младшая сестра» (яп. 兄妹 кэймэй). В действительности итальянское слово fratello — существительное единственного числа, имеет значение «брат». Лишь будучи употреблённым во множественном числе (fratelli), оно может трактоваться как «братство», распространяясь и на сестру (сестёр), при этом не давая, однако, никаких указаний на старшинство.

### Джозеффо — Генриетта
Джозеффо Кроче (яп. ジョゼ) — О Джозеффо Кроче (Croce) известно только то, что он работает во Втором отделе вместе со своим братом Джованни и ездит на вишнёвом Porsche Boxster. Из всех наставников он проявляет самые тёплые чувства к своей подопечной и старается обеспечить Генриетте более-менее обычную для маленькой девочки жизнь.
Генриетта (яп. ヘンリエッタ) — История Генриетты также туманна. Всю её семью, шесть человек, убили, выжила только она одна, лишившись конечностей и пережив страшные издевательства. До поступления в агентство и промывки мозгов хотела покончить жизнь самоубийством. Её привязанность к наставнику вызвана больше благодарностью и уважением, а не только препаратами, которые Джозеффо старается использовать минимально. При этом подвержена неконтролируемым вспышкам гнева даже при незначительной угрозе жизни или здоровью наставника. С детской непосредственностью считает количество убитых на заданиях противников. В домашней обстановке скромная и стеснительная, немного умеет готовить и занимается домашним хозяйством. По решению Джозеффо учится играть на скрипке, делая это ради него, а не из большой любви к музыке. Также Генриетта очень расстраивается, услышав, что её любовь к Джозеффо лишь проявление мотивации. В 14 томе Джозеффо и Генриетта погибают. Генриетта случайно наносит ему смертельные повреждения, и тут он заставляет её вспомнить тот случай, когда она объясняла сотрудникам Первого Отдела смерть Эльзы де Сики и говорила: «Если бы я безответно влюбилась в человека, то я бы сначала убила его — а потом сделала бы вот так…», направив пистолет к своему глазу. Джозеффо приказал Генриетте «исполнить своё обещание» — убить сначала его, а затем себя. Позже их тела находят с пулями в глазу.

### Джованни — Рико
Джованни Кроче (яп. ジャン)— Некоторые эпизоды указывают на то, что работа во Втором отделе для Джованни — месть, а также на его ненависть к террористам и мафиози. Можно предположить, что его семья пострадала от рук неких бандитов. Со своей подопечной, Рико, Джованни ведёт себя сухо, даже жестоко, обращается с ней как с инструментом, позволяет себе рукоприкладство, не будучи ограниченным, как и другие наставники, в методах воспитания и тренировки подопечной.
Рико (яп. リコ) — Рико до одиннадцати лет была прикована к больничной койке. На 11-й день рождения её родители подписали документы, полностью передающие её под опеку агентства, где она получила новое, послушное тело. Обретя свободу движений, радуется всему новому, любит жизнь в агентстве, беспрекословно выполняет все приказы и сносит жестокость обращения, даже не замечая её. Она боится оказаться бесполезной для Джованни.

### Хилшер — Триэла
Виктор Хилшер (яп.  ヒルシャ) — Бывший сотрудник «Европола», где боролся с мафией. После смерти своей напарницы Рошель он не знает, что ему делать дальше, так как его исключили из «Европола». Он вступает в «Агентство», где становится наставником Триэлы. Хилшер не хочет подвергать Триэлу сильной мотивации, но не всегда в состоянии строже её воспитывать. Из-за обещания, данного Рошель, он хочет, чтобы Триэла жила как обычная девочка, поэтому не всегда хочет её использовать. В агентстве, кроме выполнения работы наставника, преподаёт общеобразовательные предметы.
Триэла (яп. トリエラ) — В 10-м томе манги мы узнаем, что Триэла — одна из детей, которых продавала в рабство и экспортировала мафия, за которой охотился «Европол». Хилшер и его напарница Рошель обнаружили укрытие мафии и вынудили их главу Марио Босси помогать им. Во время перестрелки с остальными членами мафии Рошель была серьёзно ранена, и умерла рядом с обнаруженной Триэлой, у которой недавно ампутировали ногу. Перед смертью она просит Хилшера защитить Триэлу, что тот и пытается исполнить. Хилшер понимает, что Триэлу уже не спасти, потому и делает её киборгом. Позже он не подвергает её интенсивной мотивации, чтобы не лишать обычной жизни и индивидуальности. Самая старшая из всех девочек, Триэла занимает место неформального лидера, помогая и давая советы остальным, прекрасно, впрочем, понимая, что не может разобраться сама с собой. В частности, её раздражает отношение к ней Хилшера, которому, по её мнению, все равно, что ей дарить. Одевается в мужскую одежду, покупаемую Хилшером, старается держаться собранно, но искренне переживает своё поражение Пиноккио. Триэла также неоднозначно относится к Хилшеру, она не понимает, почему в некоторых ситуациях он не хочет, чтобы она сражалась за него. В 15 томе Триэла и Хилшер погибают от множественных ранений и потери крови. Позже их тела находит группа зачистки (15 том, 95 глава).

### Равало — Клаэс
Равало (яп. ラバロ) — Капитан Равало был уволен из военной полиции, которую считает делом всей своей жизни. Работа в Агентстве для него — шанс вернуться обратно. Будучи внешне классическим воякой, он не сразу свыкается с ролью учителя маленькой девочки. Однако со временем сближается со своей подопечной, регулярно вывозя её на рыбалку.
Клаэс (яп. クラエス) — Клаэс — одна из немногих, чьё настоящее имя известно — Freda-Claes Johansson. Рассудительна и серьёзна, много читает. Эпизод о её обучении — ретроспективный. Во время операции, где ей пришлось играть роль приманки, показала себя с лучшей стороны и спасла жизнь Анжелике. Смерть Равало оказалась для Клаэс тяжёлым ударом. Повторно промыв ей мозги, в агентстве на ней испытывают новые модификации искусственных тел, поскольку назначить для неё нового наставника оказалось невозможно.

### Марко — Анжелика
Марко (яп. マルコー) — Марко — самый первый из наставников, стоявший у истоков Второго отдела. Они с Анжеликой — настоящие ветераны агентства, в котором Марко оказался после ранения — у него ухудшилось зрение и он был уволен из полиции. Для своей подопечной он сочинял сказку о принце из страны спагетти, подключая к творческой работе весь Второй отдел, не занятый в тот момент реальной работой.
Анжелика (яп. アンジェリカ) — Анжелику чуть не убил её отец, надеявшийся получить страховку и поправить своё пошатнувшееся финансовое положение. Она оказалась пилотным образцом, на котором проверялись возможности и методы работы, из-за чего досталось ей больше других, в том числе и сеансов программирования, сопряжённых с потерей памяти. Марко очень тяжело переживает, что она забывает то, чему он её учит, из-за чего часто слишком суров со своей подопечной. В конце первого сериала она находится при смерти, при этом у неё возникают проблемы с памятью, и она то забывает, что было несколько мгновений назад, то вспоминает, что было до того, как она попала в корпорацию, в частности, свою собаку. В последнюю серию в первом сезоне аниме она смотрела на звёздный дождь под Девятую симфонию Бетховена. И наставник читал Анжелике придуманную им и всем отделом сказку о «Макаронном принце и принцессе Пицце», так как эту сказку Анжелика уже забыла. Во втором сезоне Анжелика возвращается в отдел после лечения, но совсем уже не может жить без лекарств. Её пробуют использовать на очередном, не особенно сложном, задании, но работать хорошо у неё не получается. Анжелика очень хочет восстановить хорошее отношение Марко к ней, поэтому даже просит Рико: «Дашь мне завтра убить врага?». При этом она порой не может себя контролировать, и способна нанести увечье даже знакомому человеку, а после ничего не помнит. Прошлое имя Анжелики — Анжелина.

### Лауро — Эльза
Лауро (яп. ラウーロ) — Были, судя по всему, одной из лучших пар в агентстве, хотя в сериале их оперативная работа не раскрывается. О Лауро известно, что в агентстве он исключительно зарабатывал деньги. Его отношение к Эльзе было равнодушным, он практически не обращал на неё внимания, будучи постоянно погружен в свои мысли, и реагируя только на ошибки подопечной.
Эльза (яп. エルザ) — Эльза была замкнутой и необщительной девочкой, по собственному желанию жила одна в почти пустой комнате. Несмотря на это, была безумно влюблена в своего наставника и, осознав, что ждать взаимности бессмысленно, убила его и себя. Этот случай поставил под удар весь Второй отдел, который всё же смог замять дело прежде, чем оно дошло до начальства.

### Александро — Петра (Петрушка)
Александро  — Александро сомневается в чувствах Петрушки, считая, что они навязаны ей мотивацией. По его словам, «если у человека промыты мозги, он не может знать, любит он или нет». Но в итоге он всё-таки признает её любовь и отвечает на её чувства.
Петрушка — Петрушка — новый киборг, 16-летняя девушка. В отличие от остальных, Петрушка уже взрослая, и поэтому она является новым достижением учёных и также новым видом киборгов. Её настоящее имя — Елизавета Барановская, она была балериной Большого Театра, танцы были смыслом всей её жизни. После того, как у неё обнаружили рак ноги, она поехала в Италию для лечения, где её и заметило агентство. Ей предстояла операция по ампутации правой ноги, таким образом, она уже не могла танцевать. Так как её родители были бедными людьми и не имели средств на лечение дочери, с ними быстро уладили все вопросы, и в итоге Петрушка была отдана агентству. До мотивации она была хрупкой девочкой со светло-русыми волосами, после же её волосы приобрели интенсивно-рыжий оттенок. Александро встречал её ещё до превращения в киборга, но почему-то после мотивации назвал её мужским именем Петрушка, сокращённо Петра. После своего пробуждения Петра сперва просто хорошо относится к Александро (отчасти из-за мотивации), а после влюбляется в него. Также она носит сексуальную одежду, которую покупает ей Александро, учится курить и красится. Они являются одной из лучших пар в агентстве.

## Медиа

### Аниме
Gunslinger Girl была адаптирована в тринадцатисерийный аниме-сериал, основанный на первых двух томах манги. Он был срежиссирован Морио Асакой и спродюсирован Madhouse, Bandai Visual, Marvelous Entertainment и Fuji Television, с музыкой Тосихико Сахаси. В качестве открывающей темы была использована песня «The Light Before We Land» шотландской инди-рок-группы The Delgados. Премьера сериала состоялась в Японии на канале Fuji Television с 8 октября 2003 года по 19 февраля 2004 года. Сериал также транслировался в Японии по спутниковой телевизионной сети Animax, которая позже транслировала сериал в своих сетях по всему миру, включая англоязычные сети в Юго-Восточной и Южной Азии (где сериал получил свою премьеру на английском языке).
Аниме лицензировано в России компанией MC Entertainment и транслировалось в 2005 году по телеканалу MTV Россия. В конце 2004 года Funimation Entertainment лицензировала права на выпуск первого сезона «Gunslinger Girl» в Северной Америке через трёхтомную серию DVD, выпустив последний том 6 сентября 2005 года. 19 сентября 2006 года Funimation выпустила полную серию Gunslinger Girl в бокс-сете из трёх DVD, а ещё одна версия была выпущена 11 декабря 2007 года. В январе 2007 года сериал был показан в США на канале Independent Film Channel. Релиз первого сезона Funimation был доступен для загрузки на iTunes, PlayStation Store и Xbox Live Marketplace.
Второй сезон сериала, названный «Gunslinger Girl -Il Teatrino-», был официально анонсирован в октябрьском выпуске Dengeki Daioh. Премьера сериала состоялась 7 января 2008 года на канале Tokyo MX и состояла из тринадцати дополнительных эпизодов до 31 марта 2008 года. Второй сезон был раскритикован за тусклую анимацию, но заслужил похвалу за более сфокусированную сюжетную линию. Этот сезон был анимирован Artland и включал в себя новый персонал, а создатель «Gunslinger Girl» Ю Аида был полностью вовлечен в качестве главного сценариста и супервайзера проекта. Второй сезон также был лицензирован Funimation. Два дополнительных эпизода (14 и 15) были выпущены на DVD в Японии 24 октября 2008 года. Сиквел лицензирован для выпуска на английском языке в Австралии и Новой Зеландии компанией Madman Entertainment и в Северной Америке компанией Funimation Entertainment.
Второй сезон дебютировал в Северной Америке 19 октября 2011 года на канале Funimation. «Gunslinger Girl» и «Gunslinger Girl: Il Teatrino», включающий в себя два дополнительных эпизода, были добавлены в библиотеку Netflix в Канаде, Сингапуре, США и Австралии, а также в некоторых других странах в январе 2016 года.

## Музыка
Открывающая тема:
- «The Light Before We Land»

Исполняет: The Delgados
Закрывающая тема:
- «Dopo il Sogno ～夢のあとに～»

Исполняет: Yoshitaka Kitanami
21 декабря 2005 года компанией Delphi Sound был выпущен имидж-альбом (image album)  к сериалу.
Трек-лист:
1. «La ragazza col fucile» — Josefa
2. «Il fratello» — Revo (инструментальная композиция)
3. «Lui si chiama…» — Юка Нанри (Генриетта)
4. «La principessa del regno del sole» — Канако Мицухаси (Рико)
5. «Biancaneve bruno» — Эри Сэндай (Триэла)
6. «Pinocchio» — Revo (инструментальная композиция)
7. «Claes tranquillo» — Ами Косимидзу (Клаэс)
8. «La principessa del regno della pasta» — Хитоми Теракадо (Анжелика)
9. «Io mi chiamo…» — Мамико Ното (Эльза)
10. «La ragazza» — Revo (инструментальная композиция)
11. «La ragazza col fucile e poca felicita» — Josefa

## Мнения
Сериал «Школа убийц» был крайне неоднозначно воспринят публикой. На волне интереса к сериалу «Noir» многие стали проводить не всегда корректные сравнения между двумя сериалами. Поклонники «Noir» критиковали «Школу» за отсутствие сюжетной линии, экшена и т. п., в то время как защитники сериала указывали на то, что это в первую очередь драма, нежели боевик. Следует заметить, что некоторые эпизоды в нём действительно напоминают «Noir»: возможно, что сериал и в самом деле отчасти был задуман как полемичный.
Поклонники также отмечают качество рисунка, выполненной в пастельных тонах, гармонию звукоряда из камерной музыки с происходящим на экране, высокую реалистичность всех мелочей, включая прорисовку оружия и проработанный психологический портрет каждого из героев, заменяющий скудность сведений о них. Также к достоинствам сериала относят большое количество мелких деталей, из которых можно выстроить довольно подробную картину не только происходящих событий, но и их предысторию.